# Lastebasse
Lastebasse – miejscowość i gmina we Włoszech, w regionie Wenecja Euganejska, w prowincji Vicenza.
Według danych na rok 2004 gminę zamieszkiwało 241 osób, 13,4 os./km².